# Connecteur RCA
 (février 2017).
Si vous disposez d'ouvrages ou d'articles de référence ou si vous connaissez des sites web de qualité traitant du thème abordé ici, merci de compléter l'article en donnant les références utiles à sa vérifiabilité et en les liant à la section « Notes et références ».
Le connecteur RCA,  appelé aussi connecteur Cinch ou connecteur phono, est un connecteur coaxial destiné au raccordement d'appareils électroniques grand public, développé et exploité par la société RCA (Radio Corporation of America) au milieu du XXe siècle, puis largement diffusé depuis dans le domaine audio/vidéo, en plusieurs variantes compatibles notamment par l'entreprise Cinch Connectors en Europe dont il est devenu l'antonomase.
Sur les appareils, la prise RCA châssis est le plus souvent femelle, constituée d'un cylindre à bout arrondi de diamètre 6,35 mm (un quart de pouce) et percée d'un trou dans lequel pénètre la broche centrale de la fiche RCA mâle. Il existe des fiches de type femelle, sur câble prolongateur ou adaptateur. Les prises RCA peuvent être associées, couplées ou combinées pour véhiculer plusieurs signaux distincts à la fois : son en stéréo (sur deux voies), vidéo composite, vidéo composante, etc.

## Histoire
À partir de 1930, la diffusion de récepteurs radio domestiques fournit, grâce à une prise externe, la connexion vers un amplificateur pour les tourne-disques. Le brevet et la conception du connecteur phono des appareils de la Radio Corporation of America s'impose par son faible encombrement et son coût réduit de fabrication. Toutefois, ce connecteur supporte mal les sollicitations mécaniques et les branchements/déconnexions répétés, par rapport à son concurrent dérivé de la fiche téléphonique, laquelle domine d'autres usages comme la sonorisation et l'amplification des instruments comme la guitare électrique.
Adapté aux signaux basse fréquence du son, le connecteur RCA est exploité pour la vidéo grand public et pour véhiculer les signaux audionumérique SPDIF.
À partir des années 1930, le fabricant américain « Cinch Connectors, INC » obtient la licence d'exportation de RCA pour distribuer et commercialiser cette connectique sur le plan international. Pour cette raison, uniquement en Europe, une confusion de dénomination existe pour nommer ces prises.

## Propriétés

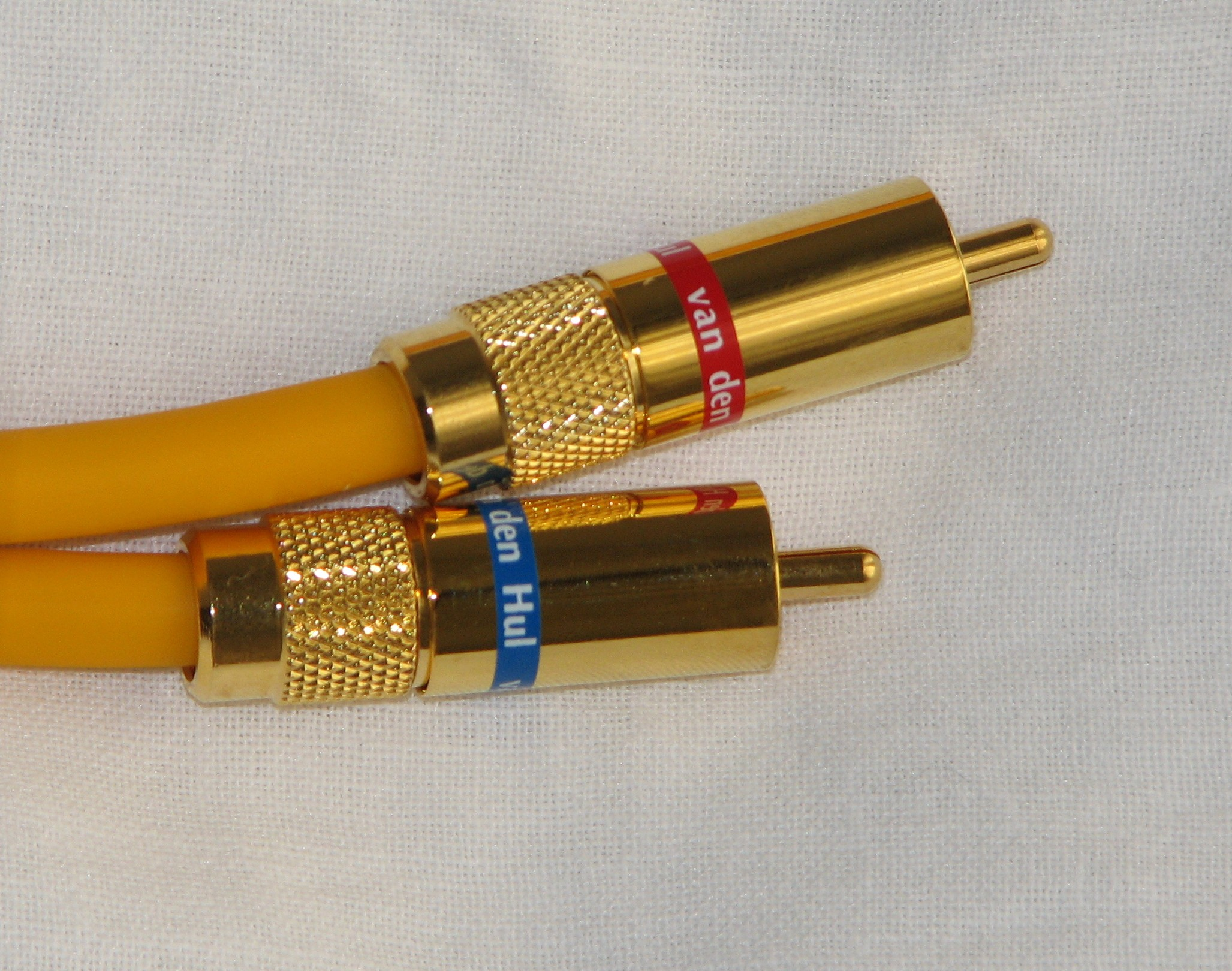
Connecteurs RCA

### Morphologie
Un cordon, ou câble audio, est équipé à chaque extrémité d'un connecteur RCA mâle. Cette prise est constituée d’une broche centrale isolée, entourée d’un anneau métallique. L’anneau comprend parfois une ou plusieurs sections, pour des raisons de flexibilité. Le connecteur RCA femelle, que l’on trouve typiquement sur les appareils sous forme de prise châssis, est constitué d’un orifice central isolé, entouré d’un cylindre métallique. Ce cylindre, d'une taille très légèrement supérieure à la partie mâle, permet un contact mécanique et une connexion électrique correctes.

### Inconvénients
Le système de connexion RCA pour les signaux analogiques impose que chaque signal électronique exploite sa propre liaison. Même dans le cas simple de la liaison d’un lecteur-enregistreur stéréophonique, 4 câbles ou voies audio sont nécessaires, gauche / droite, 2 pour l’entrée et 2 pour la sortie. Pour une installation audio/vidéo, on peut alors aboutir à « une jungle de câbles ». Dans l'univers vidéo, le connecteur SCART (Péritélévision) permet de regrouper via un câble à 21 broches toutes les liaisons du RCA analogique. Toutefois, le défaut du RCA disparaît lors de son utilisation pour véhiculer des signaux numériques, par exemple, l'audio S/PDIF.
Un autre défaut du connecteur RCA/Cinch est sa relative fragilité : la sécurité mécanique autour de la prise est succincte et l’arrachement est alors très risqué.
Le fait que seuls 2 pôles ou 2 contacts soient exploités rend délicat d'exploiter la liaison symétrique en RCA, ce qui l’exclut quasiment du domaine de la sonorisation de spectacle, sauf dans l'équipement DJ ou avec des boîtiers convertisseurs-symétriseurs.
Autre défaut majeur, ce connecteur met en contact son pôle chaud avant la masse, du fait de la proéminence de sa broche centrale, occasionnant de ce fait, par exemple lors d'une liaison pré-ampli et amplificateur, une forte transitoire sonore qui peut être préjudiciable notamment aux enceintes, si le câble est branché ou débranché alors que les éléments sont alimentés. 

## Code couleur selon les équipements
Les connecteurs et prises châssis RCA des équipements se distinguent au moyen d'un code de couleur qui permet d’identifier les différents signaux. Bien qu'il ne soient pas systématiquement respectés par les fabricants, différents standards définissent ces désignations dans le tableau suivant :
| Vidéo composite                   | Composite                                  |  | Jaune  |
| Audio analogique                  | Gauche/Mono                                |  | Blanc  |
| Audio analogique                  | Droite                                     |  | Rouge  |
| Audio analogique                  | Centre                                     |  | Vert   |
| Audio analogique                  | Ambiance gauche                            |  | Bleu   |
| Audio analogique                  | Ambiance droite                            |  | Gris   |
| Audio analogique                  | Ambiance arrière droite                    |  | Brun   |
| Audio analogique                  | Ambiance arrière gauche                    |  | Tan    |
| Audio analogique                  | Caisson de basse                           |  | Mauve  |
| Audio numérique                   | S/PDIF                                     |  | Orange |
| Vidéo en composantes (YPbPr)      | Y                                          |  | Vert   |
| Vidéo en composantes (YPbPr)      | Pb                                         |  | Bleu   |
| Vidéo en composantes (YPbPr)      | Pr                                         |  | Rouge  |
| Vidéo en composantes/VGA (RGB/HV) | R                                          |  | Rouge  |
| Vidéo en composantes/VGA (RGB/HV) | G                                          |  | Vert   |
| Vidéo en composantes/VGA (RGB/HV) | B                                          |  | Bleu   |
| Vidéo en composantes/VGA (RGB/HV) | H/(ou C)Synchro horizontale (ou Composite) |  | Jaune  |
| Vidéo en composantes/VGA (RGB/HV) | V/Synchro verticale                        |  | Blanc  |

- Dans le cas de signaux audio stéréo, les combinaisons noir/rouge ou blanc/rouge sont possibles. Le connecteur rouge représente l’audio du côté droit, et l’autre celui du côté gauche.
- Dans le cas de signaux audio, un connecteur mauve peut être parfois remplacé par un connecteur noir.